# Ekonometrie
Ekonometrie (volně přeloženo „ekonomická měření“) je vědecká disciplína nacházející se na pomezí matematiky, statistiky a ekonomie. Aplikuje metody matematické statistiky na ekonomická data. Cílem je ověření ekonomických teorií pomocí pozorovatelných dat či odhalení nových kvantitativních vztahů mezi ekonomickými procesy.
V širším smyslu se do ekonometrie často řadí jakákoliv kvantitativní ekonomická analýza, např. lineární a dynamické programování, optimalizační metody v ekonomii, analýza meziodvětvových vztahů atd. V užším slova smyslu se název ekonometrie obvykle užívá ve specifickém spojení z pohledu používaných metod a účelu v rámci zmíněného obecného vymezení.
Nejčastější používané metody ekonometrie patří metoda nejmenších čtverců a metoda maximální věrohodnosti. V ekonometrii se používají zpravidla pro ověření závěru výpočtu různé statistické testy – například T-test nebo F-test a mnoho dalších.

## Využití

### Modely
Podstata ekonomie je ve vytváření modelů zkoumaných jevů. Za model se obecně považuje zjednodušený obraz reálné situace, příp. jevu. V ekonometrii se používají ekonomické modely, které popisují hlavní rysy ekonomického jevu, které rozhodují o jeho charakteristice. Tvorba modelu je objektivně vynucena složitostí příslušného jevu, který nelze popsat ve všech detailech, tak jak je potřeba. Po vytvoření modelu dochází k procesu matematického modelování, které spočívá v aplikaci matematických znalostí s cílem nalezení řešení reálných problémů. Jedním z problémů modelu je to, že čím přesnější je, tím složitěji musí být matematicky popsán. A matematické znalosti je potřeba získat učením a dále je zdokonalovat v praxi.

### Etapy ekonometrického modelování
Tento proces se skládá ze čtyř základních etap.
- Formulace a specifika modelu – konstrukce nebo návrh modelu, tak aby co nejvěrněji odpovídal vztahům ve zkoumané ekonomické problematice. Toto by mělo vycházet z co nejlepší ekonomické analýzy, protože jak byla kvalitně provedena analýza problému, tak stejně kvalitně bude vytvořen ekonometrický model, z něhož na konci procesu budou stejně kvalitní výsledky. Proto by se analýza měla dělat co nejpřesněji a měli by v ní být použity veškeré nabyté matematické znalosti, které máme. Pro správnou specifikaci je nejdůležitější si správně určit proměnné veličiny modelu, určit jejich postavení a charakter (jak budou v rovnici sestaveny a v jakém budou vztahu) v ekonometrickém modelu.[3]
- Kvantifikace modelu – zde provádíme vyčíslování hodnot parametrů v modelu prostřednictvím jak analýz, tak odhadových statistických nebo ekonomických metod. Je nutné mít k dispozici pozorované hodnoty těch proměnných veličin, které jsme si v minulém kroku určili a velký vliv na to má, jakou vyhodnocovací metodu zvolíme, protože tato čísla budou mít vliv na konečný výsledek. Pokud máme metodu s více rovnicemi, můžeme parametry rovnic odhadovat současně, nebo pro každou rovnici zvlášť.[3]
- Ekonomická, statistická a ekonometrická ověření modelu – zde se testuje významnost různých proměnných (koeficient determinace, různých parametrů a koeficient autokorelace). V rámci matematicko-statistických kontrolních metod spadají i testy splněných předpokladů, které jsou potřeba k aplikaci konkrétních ekonomických metod. Tímto zjistíme oprávněnost, nebo platnost použitých statistických kritérií. Pokud výsledky nesplňují předpoklady je možné, že odhady parametrů ztrácejí požadované statistické vlastnosti a to vede k nereálným závěrům. V takovém případě musíme vytvořit opatření, aby podmínky pro aplikaci příslušné odhadové metody byly v ekonomickém modelu splněné, případně musíme určit jinou odhadovou metodu. Všeobecně v této části posuzujeme správnost znamínek odhadových parametrů, vykonává se znalecký posudek pro jeho aplikaci v praxi, atd.[3]
- Aplikace modelu – po kontrole ekonometrického modelu se přistupuje k závěrečné části, která se rozlišuje ve třech základních rovinách.
  - První řeší analýzu minulého vývoje. Vychází z analýzy ekonomického významu odhadových parametrů a z nich vzájemných vztahů a vlivem na jednotlivé použité veličiny. Jedná se o modelování ex post, která napomáhá ověřovat přesnost a adekvátnost vývoje ekonomických veličin a tím i chování pozorovaného ekonomického systému. V tomto modelu můžeme jednotlivé parametry i částečně pozměnit, abychom viděli, jak velkou odchylku by to následně mělo od reality.
  - Druhá aplikace se nazývá prognostická a zde se snažíme určit co nejpřesněji prognózy hodnot sledovaných proměnných pro ekonomické rozhodování. Tato aplikace ekonometrického modelu se také označuje jako ex ante. Podmínkou pro určování správných prognóz je znalost hodnot vybraných proměnných v období předpovědi. Poté můžeme s velkou pravděpodobností určovat vývoj vybraných ukazatelů a předvídat důsledky změn ekonomické politiky. Aby předpověď byla ještě přesnější je potřeba ověřit, zda vybraný model je správně zvolený pro vybranou prognostickou aplikaci a ověřit jeho stabilitu v období předpovědi.
  - Třetí využití modelu nabízí výběr ekonomických nástrojů řízení. Zde hledáme správné hodnoty veličin, které vedou k určitým hodnotám vybraných proměnných. Jedná se o experimentální způsob řešení, a proto vyřešené úkoly nemusejí mít vždy jednoznačné řešení. Při složitých vícerovnicových modelech je potřeba použít dynamickou simulaci, kde se porovnává a vyhodnocuje vliv dosazených hodnot na konečné hodnoty. Nejvíce se používá při plánování, protože její pomocí vzniká více variant plánů.[4]

Ekonometrické modely zapadají do komplexních systémů modelů, které se využívají jak v makroekonomii, tak i v mikroekonomii.